# Marie Urban Le Febvre

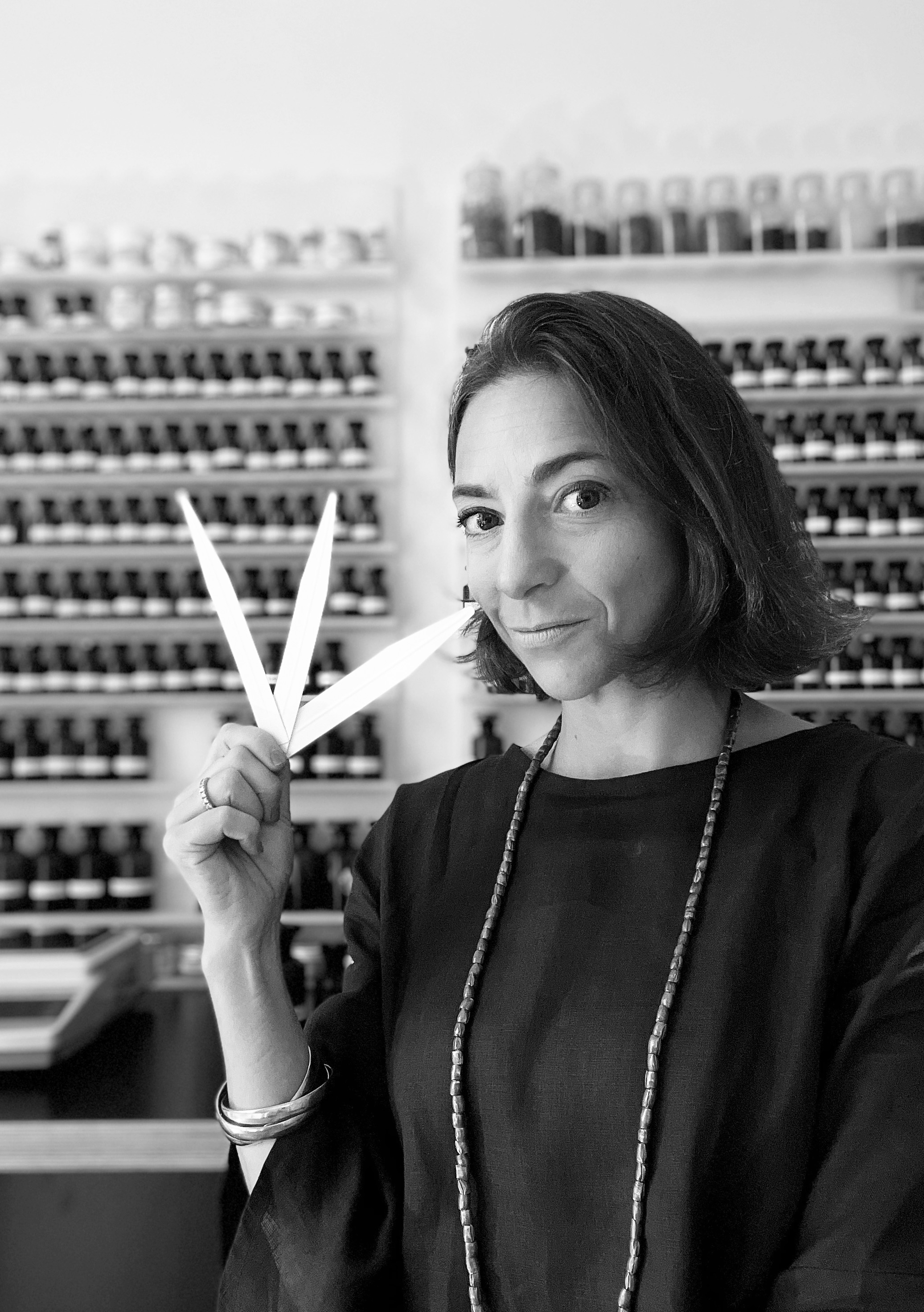
Marie Urban Le Febvre (Parfümeurin)

Marie Urban Le Febvre ist eine französische Parfümeurin, Professorin für Parfümkreation und Autorin. Sie ist außerdem die Gründerin von Urban Scents, einem Duftkreationslabor.

## Karriere
Nach ihrem Chemiestudium schloss sie im Jahr 2000 ihr Studium an der ISIPCA in Versailles ab und arbeitete bei Symrise und Takasago, zwei internationalen Parfümhäusern.
2014 begann sie als unabhängige Parfümeurin in Berlin zu arbeiten. Daneben arbeitet sie mit anderen Marken und wissenschaftlichen Forschungsprojekten zusammen. Sie hat auch zur Rekonstruktion historischer Parfüms beigetragen und dabei mit Museen, Archäologen und akademischen Institutionen zusammengearbeitet.
Im Jahr 2023 verlegte Marie ihr Duftlabor von Berlin, Deutschland, nach Triest, Italien, wo sie weiterhin das Unternehmen Urban Scents leitet.

## Privatleben
Marie ist mit Alexander Urban verheiratet, mit dem sie ihr gemeinsames Unternehmen Urban Scents leitet. Sie haben einen Sohn.